# Ciclismo ai XVI Giochi panamericani
Il ciclismo ai XVI Giochi panamericani ebbe luogo a Guadalajara, in Messico, dal 15 al 22 ottobre 2011 in diversi impianti. Quattro le specialità inserite in programma: ciclismo su strada (al Guadalajara Circuito y Ruta, su pista (al Velódromo Panamericano), mountain bike (al Circuito Panamericano de Ciclismo) e BMX (al CODE San Nicolás). Con 13 medaglie totali, di cui 7 d'oro, la Colombia ha conquistato la vetta del medagliere. Secondo il Venezuela con 5 ori.

## Calendario
Tutti gli orari secondo il Central Standard Time (UTC-6).
| Giorno   | Data           | Inizio | Fine  | Evento                                                   | Fase                         |
| -------- | -------------- | ------ | ----- | -------------------------------------------------------- | ---------------------------- |
| Giorno 2 | Sab 15 ottobre | 9:00   | 13:45 | Cross-country donne                                      | Finale                       |
| Giorno 2 | Sab 15 ottobre | 9:00   | 13:45 | Cross-country uomini                                     | Finale                       |
| Giorno 3 | Dom 15 ottobre | 9:00   | 12:00 | Crono individuale donne                                  | Finale                       |
| Giorno 3 | Dom 15 ottobre | 9:00   | 12:00 | Crono individuale uomini                                 | Finale                       |
| Giorno 4 | Lun 17 ottobre | 10:00  | 12:00 | Inseguimento a squadre uomini; Velocità a squadre uomini | Qualifiche                   |
| Giorno 4 | Lun 17 ottobre | 10:00  | 12:00 | Velocità a squadre donne                                 | Qualifiche                   |
| Giorno 4 | Lun 17 ottobre | 16:00  | 17:20 | Inseguimento a squadre uomini; Velocità a squadre uomini | Finali                       |
| Giorno 4 | Lun 17 ottobre | 16:00  | 17:20 | Velocità a squadre donne                                 | Finali                       |
| Giorno 5 | Mar 18 ottobre | 10:00  | 13:25 | Omnium uomini                                            | Preliminari                  |
| Giorno 5 | Mar 18 ottobre | 10:00  | 13:25 | Velocità donne                                           | Qualifiche/Quarti/Semifinali |
| Giorno 5 | Mar 18 ottobre | 10:00  | 13:25 | Inseguimento a squadre donne                             | Qualifiche/Semifinali        |
| Giorno 5 | Mar 18 ottobre | 16:00  | 20:10 | Omnium uomini                                            | Preliminari                  |
| Giorno 5 | Mar 18 ottobre | 16:00  | 20:10 | Inseguimento a squadre donne; Velocità donne             | Finali                       |
| Giorno 6 | Mer 19 ottobre | 10:00  | 11:50 | Omnium uomini                                            | Preliminari                  |
| Giorno 6 | Mer 19 ottobre | 10:00  | 11:50 | Omnium donne                                             | Preliminari                  |
| Giorno 6 | Mer 19 ottobre | 16:00  | 17:55 | Omnium donne                                             | Preliminari                  |
| Giorno 6 | Mer 19 ottobre | 16:00  | 17:55 | Velocità uomini; Omnium uomini                           | Finali                       |
| Giorno 7 | Gio 20 ottobre | 10:00  | 11:50 | Keirin uomini                                            | Preliminari                  |
| Giorno 7 | Gio 20 ottobre | 10:00  | 11:50 | Omnium donne; Keirin donne                               | Preliminari                  |
| Giorno 7 | Gio 20 ottobre | 16:00  | 17:45 | Keirin uomini                                            | Finali                       |
| Giorno 7 | Gio 20 ottobre | 16:00  | 17:45 | Keirin donne; Omnium donne                               | Finali                       |
| Giorno 8 | Ven 21 ottobre | 9:00   | 12:15 | BMX donne                                                | Eliminazioni/Finali          |
| Giorno 8 | Ven 21 ottobre | 9:00   | 12:15 | BMX uomini                                               | Eliminazioni/Finali          |
| Giorno 9 | Sab 22 ottobre | 9:00   | 16:45 | Corsa in linea donne                                     | Finale                       |
| Giorno 9 | Sab 22 ottobre | 9:00   | 16:45 | Corsa in linea uomini                                    | Finale                       |

## Risultati

### Ciclismo su strada
| Evento                   | Oro                     | Argento               | Bronzo                   |
| Corsa in linea maschile  | Marc de Maar (AHO)      | Miguel Ubeto (VEN)    | Arnold Alcolea (CUB)     |
| Corsa in linea femminile | Arlenis Sierra (CUB)    | Yumari González (CUB) | Yudelmis Domínguez (CUB) |
| Cronometro maschile      | Marlon Pérez (COL)      | Matías Médici (ARG)   | Carlos Oyarzún (CHI)     |
| Cronometro femminile     | María Luisa Calle (COL) | Evelyn García (ESA)   | Laura Brown (CAN)        |

### Ciclismo su pista
| Evento                           | Oro                                                                 | Argento                                                             | Bronzo                                                                    |
| Inseguimento a squadre maschile  | Colombia Juan Esteban Arango Edwin Ávila Arles Castro Weimar Roldán | Cile Antonio Cabrera Gonzalo Miranda Pablo Seisdedos Luis Sepúlveda | Argentina Maximiliano Almada Marcos Crespo Walter Pérez Eduardo Sepúlveda |
| Inseguimento a squadre femminile | Canada Laura Brown Jasmin Glaesser Stephanie Roorda                 | Cuba Yumari González Dalila Rodríguez Yudelmis Domínguez            | Colombia María Luisa Calle Serika Guluma Lorena Vargas                    |
| Velocità maschile                | Hersony Canelón (VEN)                                               | Fabián Puerta (COL)                                                 | Njisane Phillip (TRI)                                                     |
| Velocità femminile               | Lisandra Guerra (CUB)                                               | Daniela Larreal (VEN)                                               | Diana María García (COL)                                                  |
| Velocità a squadre maschile      | Venezuela Hersony Canelón César Marcano Ángel Pulgar                | Stati Uniti Michael Blatchford Dean Tracy James Watkins             | Colombia Jonathan Marín Fabián Puerta Christián Tamayo                    |
| Velocità a squadre femminile     | Venezuela Daniela Larreal Mariestela Vilera                         | Colombia Diana María García Juliana Gaviria                         | Messico Nancy Contreras Luz Gaxiola                                       |
| Keirin maschile                  | Fabián Puerta (COL)                                                 | Hersony Canelón (VEN)                                               | Leandro Botasso (ARG)                                                     |
| Keirin femminile                 | Daniela Larreal (VEN)                                               | Luz Gaxiola (MEX)                                                   | Dana Feiss (USA)                                                          |
| Omnium maschile                  | Juan Esteban Arango (COL)                                           | Luis Mansilla (CHI)                                                 | Walter Pérez (ARG)                                                        |
| Omnium femminile                 | Angie González (VEN)                                                | Sofía Arreola (MEX)                                                 | Marlies Mejías (CUB)                                                      |

### Mountain bike
| Evento                  | Oro                   | Argento            | Bronzo                |
| Cross-country maschile  | Héctor Páez (COL)     | Max Platon (CAN)   | Jeremiah Bishop (USA) |
| Cross-country femminile | Heather Irmiger (USA) | Laura Morfín (MEX) | Amanda Sin (CAN)      |

### BMX
| Evento        | Oro                 | Argento              | Bronzo                    |
| BMX maschile  | Connor Fields (USA) | Nicholas Long (USA)  | Andrés Jiménez (COL)      |
| BMX femminile | Mariana Pajón (COL) | Arielle Martin (USA) | María Gabriela Díaz (ARG) |

## Medagliere
| Pos.   | Paese             | Oro | Argento | Bronzo | Totale |
| ------ | ----------------- | --- | ------- | ------ | ------ |
| 1      | Colombia          | 7   | 2       | 4      | 13     |
| 2      | Venezuela         | 5   | 3       | 0      | 8      |
| 3      | Stati Uniti       | 2   | 3       | 2      | 7      |
| 4      | Cuba              | 2   | 2       | 3      | 7      |
| 5      | Porto Rico        | 1   | 1       | 2      | 4      |
| 6      | Antille Olandesi  | 1   | 0       | 0      | 1      |
| 7      | Messico           | 0   | 3       | 1      | 4      |
| 8      | Cile              | 0   | 2       | 1      | 3      |
| 9      | Argentina         | 0   | 1       | 4      | 5      |
| 10     | El Salvador       | 0   | 1       | 0      | 1      |
| 11     | Trinidad e Tobago | 0   | 0       | 1      | 1      |
| Totale | Totale            | 18  | 18      | 18     | 54     |